# Émilien Mulot Durivage

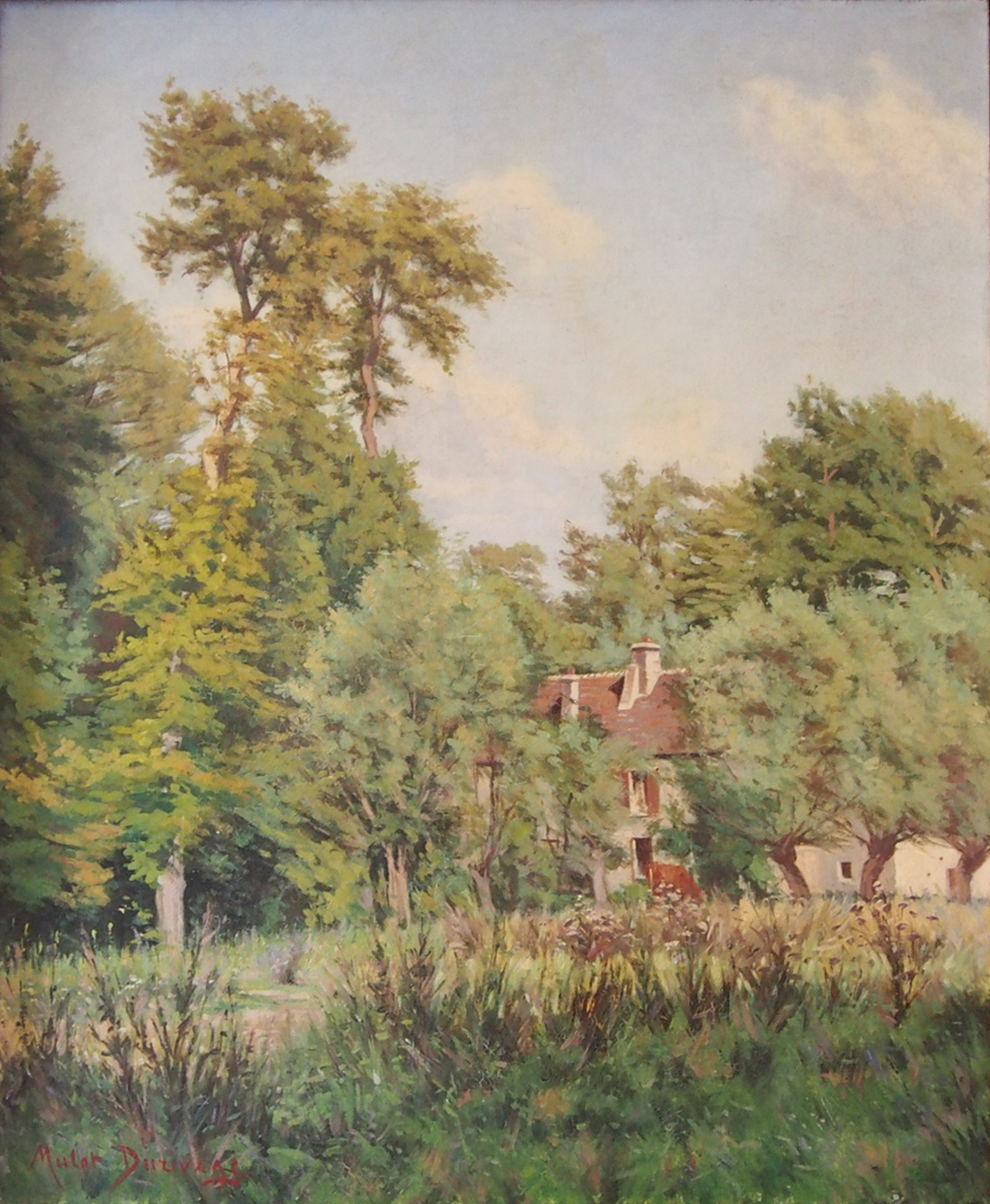
Landschap aan de oevers van de Ouve, in de Cotentin

Émilien Mulot Durivage (Granville 8 maart 1838 - Saint-Sauveur-le-Vicomte 11 september 1920) was een Franse kunst- en landschapsschilder die gerekend wordt tot de Impressionisten.

## Biografie
Émilien Mulot stamde af van een oude familie van zeevaarders uit Granville aan de Normandische kust in de baai van de Mont Saint-Michel. Ze waren actief als Terre-Neuve-vissers, reders en kaper-kapiteins en droegen de naam Mulot sieur du rivage (Mulot, heer van de kustlijn) Hij was de jongste van vijf kinderen van Pierre Durivage Mulot, kapitein ter lange omvaart, en van Aimée Fretel.
Hij was bevriend met Paul Cézanne, Edgar Degas, Claude Monet en Auguste Renoir en nam deel aan de eerste impressionistententoonstelling in 1874 in het atelier van Nadar. Hij exposeerde er twee werken: Barques à plomb en La Rampe.
Sommige kunsthistorici menen dat hij ook deelnam aan de zevende tentoonstelling in 1882 in de galerie Durand-Ruel, maar hij is niet opgenomen in de catalogus.
Hij was lid van de "Société des peintres, graveurs, sculpteurs".
In 1887 exposeerde hij zijn Bords du Loing, près Nemours op het Parijse salon in het “Palais des Champs-Élysées” en in augustus van dat jaar nam hij deel aan een tentoonstelling in Fontainebleau. 
Émilien was gehuwd met Aimée Rubion. Hij trok zich na 1890 terug in Saint-Sauveur-le-Vicomte met zijn zus Azelma en schilderde er landschappen, onder meer in de vallei van de Ouve. Hij overleed er op 11 september 1920.